# Округ Шампејн (Илиноис)
Округ Шампејн (енгл. Champaign County) је округ у америчкој савезној држави Илиноис.

## Демографија
По попису из 2010. године број становника је 201.081, што је 21.412 (11,9%) становника више него 2000. године.
| Група             | 2000.           | 2010.           |
| Белци             | 139.143 (77,4%) | 142.470 (70,9%) |
| Афроамериканци    | 20.045 (11,2%)  | 24.946 (12,4%)  |
| Азијати           | 11.592 (6,5%)   | 17.969 (8,9%)   |
| Хиспаноамериканци | 5.203 (2,9%)    | 10.607 (5,3%)   |
| Укупно            | 179.669         | 201.081         |